# Béchy
Pour l’article homonyme, voir Stéphane Béchy.
Béchy est une commune française située dans le département de la Moselle, en région Grand Est.

## Géographie
|       | Rémilly |          |
| Luppy | Béchy   | Flocourt |
|       | Tragny  |          |

### Hydrographie
La commune est située dans le bassin versant du Rhin au sein du bassin Rhin-Meuse. Elle est drainée par le ruisseau de l'Étang du Moulin, le ruisseau de Pres-Bas et le ruisseau des Etangs de Flocourt.

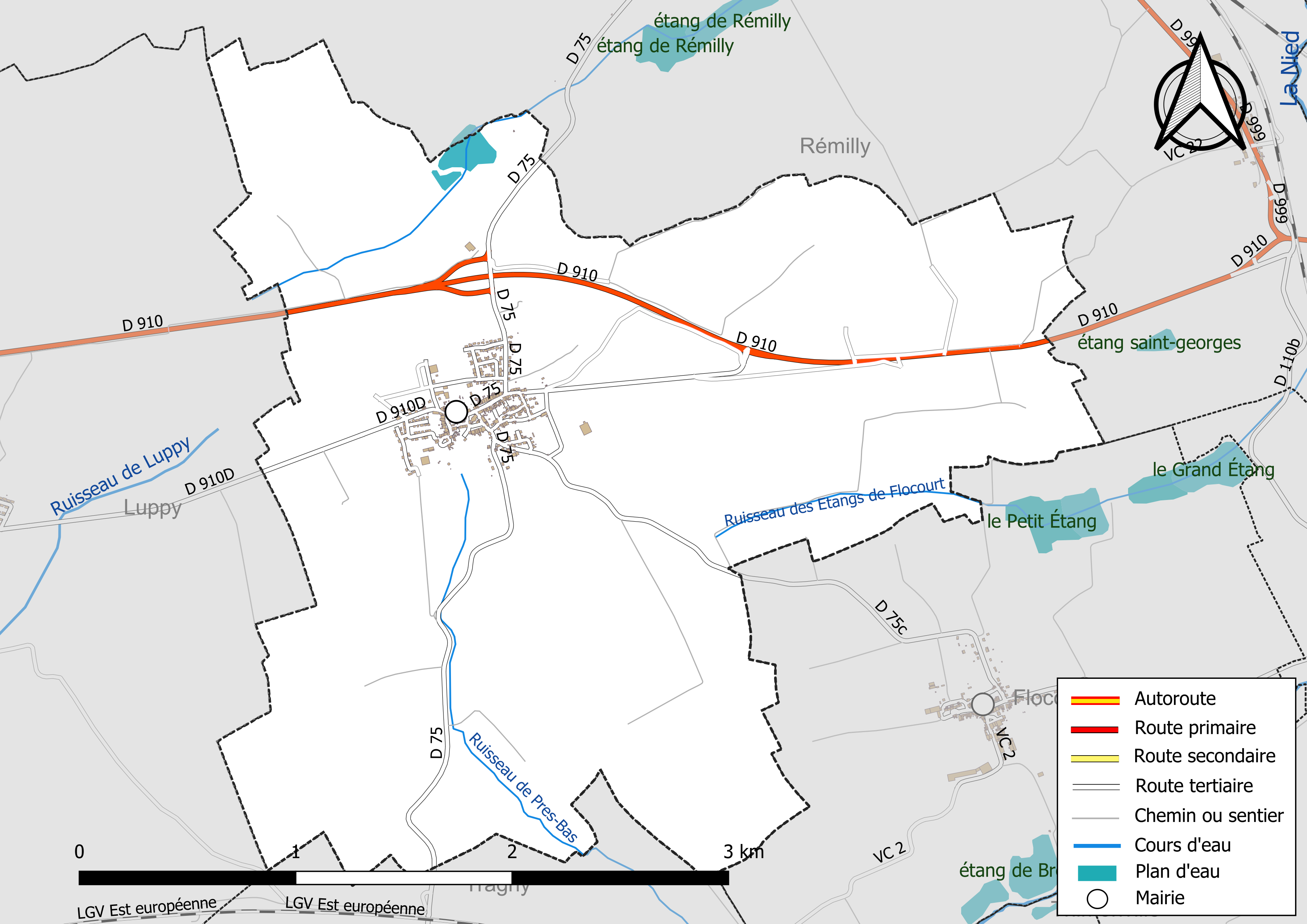
Réseaux hydrographique et routier de Béchy.

### Climat
Pour des articles plus généraux, voir Climat du Grand Est et Climat de la Moselle.
En 2010, le climat de la commune est de type climat des marges montargnardes, selon une étude du Centre national de la recherche scientifique s'appuyant sur une série de données couvrant la période 1971-2000. En 2020, Météo-France publie une typologie des climats de la France métropolitaine dans laquelle la commune est exposée à un climat semi-continental et est dans la région climatique  Lorraine, plateau de Langres, Morvan, caractérisée par un hiver rude (1,5 °C), des vents modérés et des brouillards fréquents en automne et hiver. 
Pour la période 1971-2000, la température annuelle moyenne est de 9,5 °C, avec une amplitude thermique annuelle de 16,8 °C. Le cumul annuel moyen de précipitations est de 793 mm, avec 11,9 jours de précipitations en janvier et 9,6 jours en juillet. Pour la période 1991-2020, la température moyenne annuelle observée sur la station météorologique de Météo-France la plus proche, « Lesse_sapc », sur la commune de Lesse à 9 km à vol d'oiseau, est de 10,7 °C et le cumul annuel moyen de précipitations est de 694,0 mm. 
La température maximale relevée sur cette station est de 40 °C, atteinte le 25 juillet 2019 ; la température minimale est de −20,7 °C, atteinte le 20 décembre 2009,,. 
Les paramètres climatiques de la commune ont été estimés pour le milieu du siècle (2041-2070) selon différents scénarios d'émission de gaz à effet de serre à partir des nouvelles projections climatiques de référence DRIAS-2020. Ils sont consultables sur un site dédié publié par Météo-France en novembre 2022.

## Urbanisme

### Typologie
Au 1er janvier 2024, Béchy est catégorisée commune rurale à habitat dispersé, selon la nouvelle grille communale de densité à sept niveaux définie par l'Insee en 2022.
Elle est située hors unité urbaine. Par ailleurs la commune fait partie de l'aire d'attraction de Metz, dont elle est une commune de la couronne,. Cette aire, qui regroupe 245 communes, est catégorisée dans les aires de 200 000 à moins de 700 000 habitants,.

### Occupation des sols
L'occupation des sols de la commune, telle qu'elle ressort de la base de données européenne d’occupation biophysique des sols Corine Land Cover (CLC), est marquée par l'importance des territoires agricoles (74,8 % en 2018), une proportion sensiblement équivalente à celle de 1990 (75,2 %). La répartition détaillée en 2018 est la suivante : 
terres arables (58,4 %), forêts (21,1 %), prairies (16,3 %), zones urbanisées (3,2 %), zones humides intérieures (1 %). L'évolution de l’occupation des sols de la commune et de ses infrastructures peut être observée sur les différentes représentations cartographiques du territoire : la carte de Cassini (XVIIIe siècle), la carte d'état-major (1820-1866) et les cartes ou photos aériennes de l'IGN pour la période actuelle (1950 à aujourd'hui).

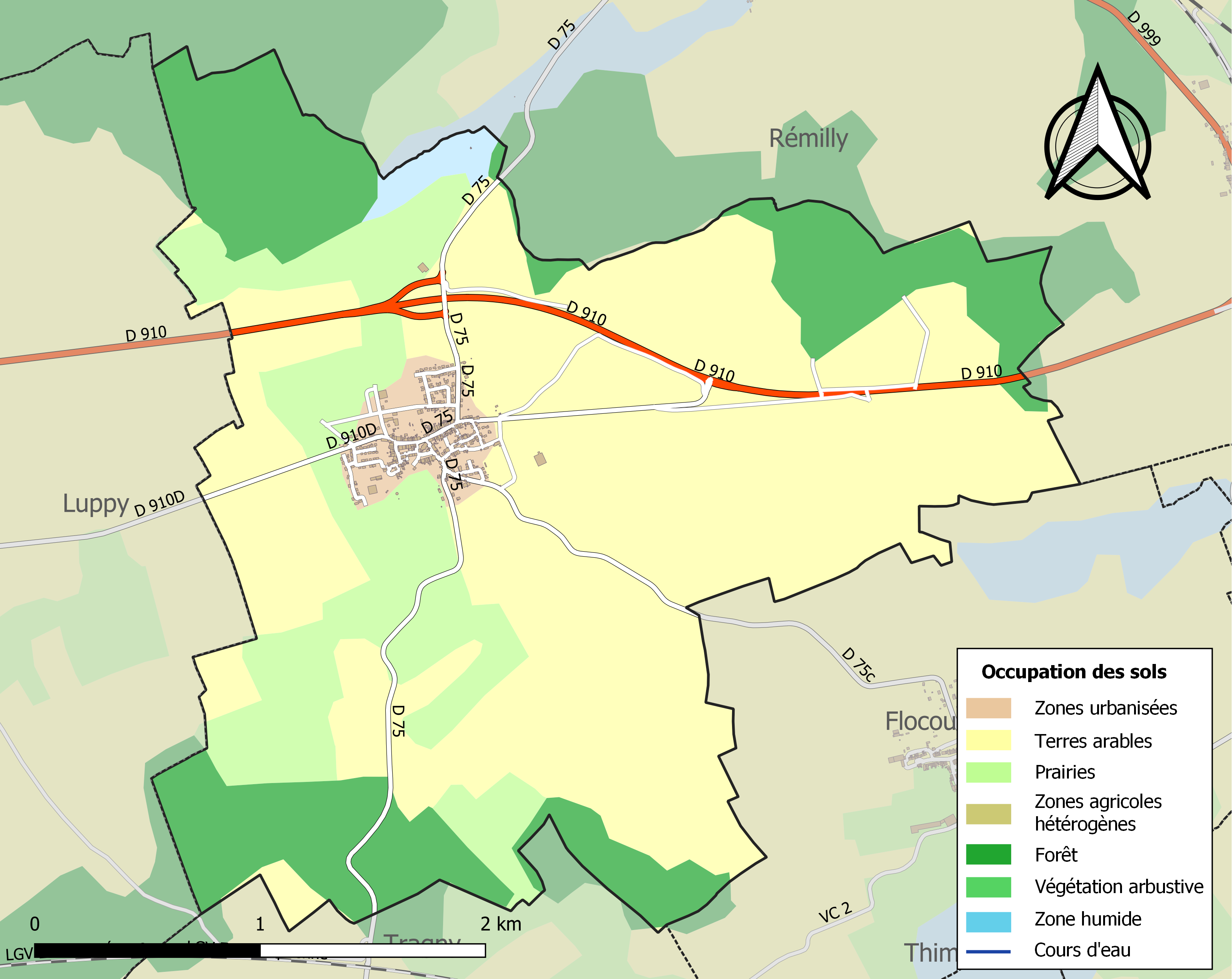
Carte des infrastructures et de l'occupation des sols de la commune en 2018 (CLC).

## Toponymie
- En 900 : Baschiacum ; en 1740 : Beschy.
- En 1915-1918 et 1940-1944 : Bechingen.

## Histoire
En 1285, un certain Raoul de Baissi (Béchy ?), de la suite du comte de Blâmont, participe aux joutes de Chauvency-le-Château où il se fait remarquer. C’est lui qui vient, avec Jean de Rosières, à la rescousse d’Henri de Blâmont aux prises avec les Flamands dans la mêlée générale du Jeudi. Dans son reportage, le trouvère Jacques Bretel décrit le blason de ce chevalier lorrain qu’on retrouve dans l’armorial Wijnbergen (XIIIe siècle : voir armorial du Tournoi de Chauvency).[réf. nécessaire]

## Politique et administration
| Période                                  | Période   | Identité          | Étiquette | Qualité |
| ---------------------------------------- | --------- | ----------------- | --------- | ------- |
| Les données manquantes sont à compléter. |           |                   |           |         |
| an VIII                                  | an IX     | Dominique Lombard |           |         |
| an IX                                    | 1809      | Michel Lemoine    |           |         |
| 1809                                     |           | Jacques Nassoy    |           |         |
| mars 1971                                | mars 2014 | Gilbert Clausse   |           |         |
| mars 2014                                | mars 2021 | Gilles Beck       |           |         |
| mars 2021                                | En cours  | Gilles Drouin     |           |         |

Le maire actuel est Gilles Drouin.
Le dimanche 30 mai s’est tenu un nouveau tour des municipales à Béchy, à la suite de l’annulation de l’élection de 2020 par le tribunal administratif en avril dernier. Il aura fallu attendre 22 h 30 pour que le résultat tombe : Gilles Drouin est élu maire de Béchy dès le premier tour avec 233 voix contre 122 pour Gilles Beck.

## Démographie
L'évolution du nombre d'habitants est connue à travers les recensements de la population effectués dans la commune depuis 1793. Pour les communes de moins de 10 000 habitants, une enquête de recensement portant sur toute la population est réalisée tous les cinq ans, les populations de référence des années intermédiaires étant quant à elles estimées par interpolation ou extrapolation. Pour la commune, le premier recensement exhaustif entrant dans le cadre du nouveau dispositif a été réalisé en 2004.

En 2022, la commune comptait 614 habitants, en évolution de −4,21 % par rapport à 2016 (Moselle : +0,52 %, France hors Mayotte : +2,11 %).
| 1793 | 1800 | 1806 | 1821 | 1836 | 1841 | 1861 | 1866 | 1871 |
| ---- | ---- | ---- | ---- | ---- | ---- | ---- | ---- | ---- |
| 558  | 611  | 635  | 737  | 754  | 712  | 654  | 637  | 582  |

| 1875 | 1880 | 1885 | 1890 | 1895 | 1900 | 1905 | 1910 | 1921 |
| ---- | ---- | ---- | ---- | ---- | ---- | ---- | ---- | ---- |
| 548  | 533  | 489  | 467  | 478  | 455  | 446  | 443  | 339  |

| 1926 | 1931 | 1936 | 1946 | 1954 | 1962 | 1968 | 1975 | 1982 |
| ---- | ---- | ---- | ---- | ---- | ---- | ---- | ---- | ---- |
| 331  | 333  | 326  | 325  | 309  | 303  | 275  | 289  | 415  |

| 1990 | 1999 | 2004 | 2006 | 2009 | 2014 | 2019 | 2022 | - |
| ---- | ---- | ---- | ---- | ---- | ---- | ---- | ---- | - |
| 474  | 523  | 517  | 519  | 538  | 608  | 608  | 614  | - |

## Culture locale et patrimoine

### Lieux et monuments

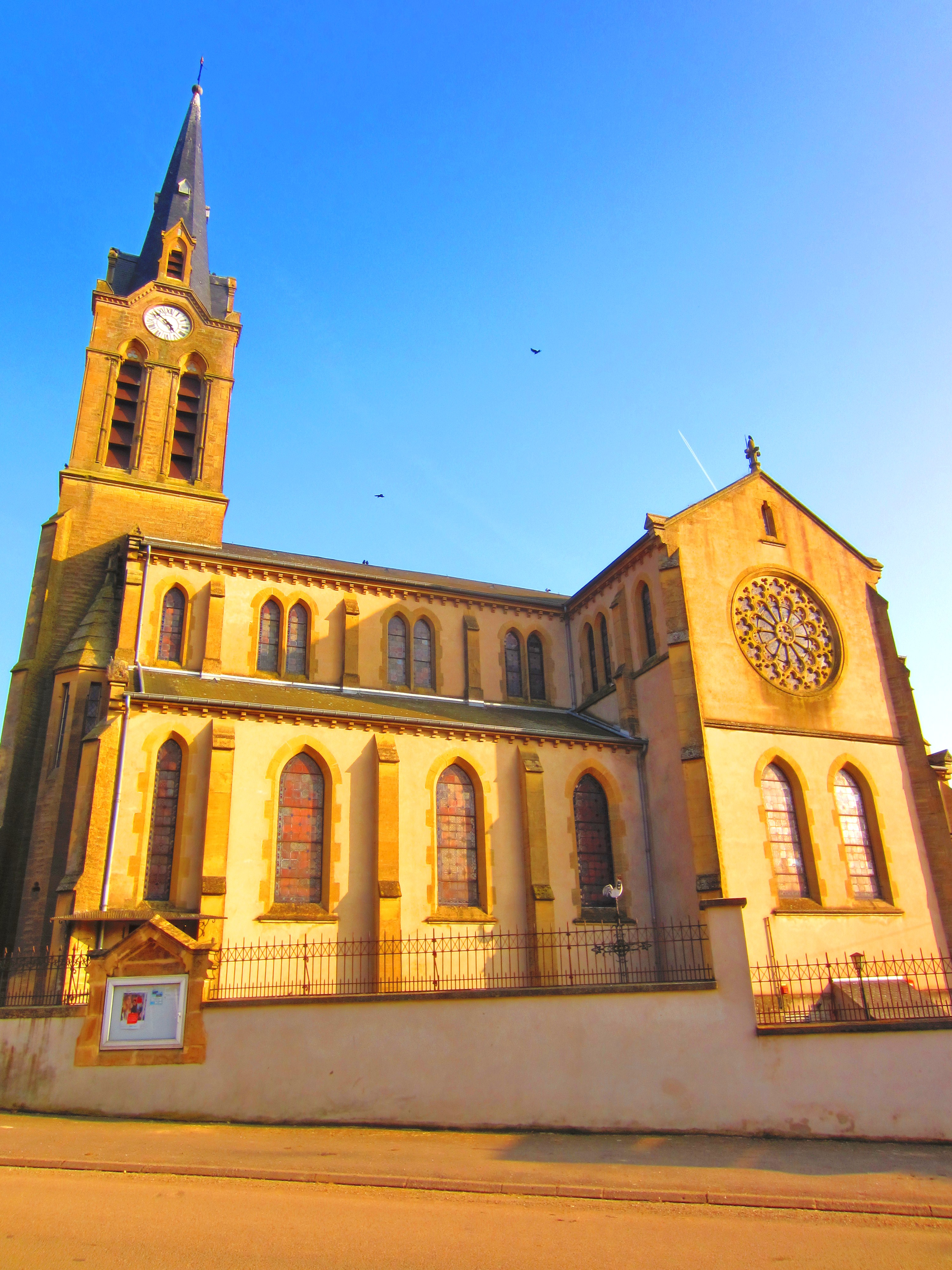
Église Saint-Jean-Baptiste.

- Église Saint-Jean-Baptiste, de style néogothique en croix latine construite pendant les années 1880 ; tour-clocher construite au-dessus de la première travée ; nef à trois vaisseaux voutés, chevets à trois pans ; consacrée en 1883 par François-Louis Fleck, évêque de Sion.

### Personnalités liées à la commune
- Joseph Étienne Grand-Didier (1834-1906) chef de bataillon d’infanterie territoriale, officier de la Légion d’honneur (1899), né dans la commune[17].
- Lucien Becker, poète français né à Béchy en 1911.
- Patrick Remy, ancien footballeur français et entraineur  né à Béchy en 1954.
- Michel Collin (1905-1974), né à Béchy, en 1963 pape schismatique Clément XV[18].

### Héraldique
| Blason | Blasonnement : D'argent à la fasce d'azur, surmontée d'un lambel à quatre pendants de gueules. |

## Pour approfondir